# Банзузи, Эзекил
Эзекил Банзузи (нидерл. Ezechiel Banzuzi; 16 февраля, 2005) — нидерландский футболист, полузащитник немецкого клуба «РБ Лейпциг».

## Клубная карьера
Воспитанник клуба «НАК Бреда», летом 2023 года Банзузи перешёл в бельгийский «Ауд-Хеверле Лёвен» и подписал контракт до 30 июня 2026 года. 29 июля 2023 года дебютировал за новый клуб в матче бельгийской Про-лиги против «Шарлеруа».
8 апреля 2025 года немецкий клуб «РБ Лейпциг» объявил о подписании контракта с Банзузи до 30 июня 2030 года. Сумма трансфера составила 16 млн евро; Эзекил присоединился к своей новой команде летом 2025 года.

## Карьера в сборной
Выступал за сборные Нидерландов до 17 и до 18 лет.